# Licheng, Putian
Licheng är ett stadsdistrikt i staden Putian i provinsen Fujian i sydöstra Kina. Det ligger omkring 150 kilometer sydväst om provinshuvudstaden Fuzhou. 
Licheng är indelat i två stadsdelsdistrikt och fyra köpingar.
Stadsdelsdistrikt (jiedao):

- Gongchen (拱辰街道)
- Zhenhai (镇海街道)

Köpingar (zhen):

- Beigao (北高镇)
- Huangshi (黄石镇)
- Xindu (新度镇)
- Xitianwei (西天尾镇)